# 110-kV-Leitung Obertürkheim–Niederstotzingen

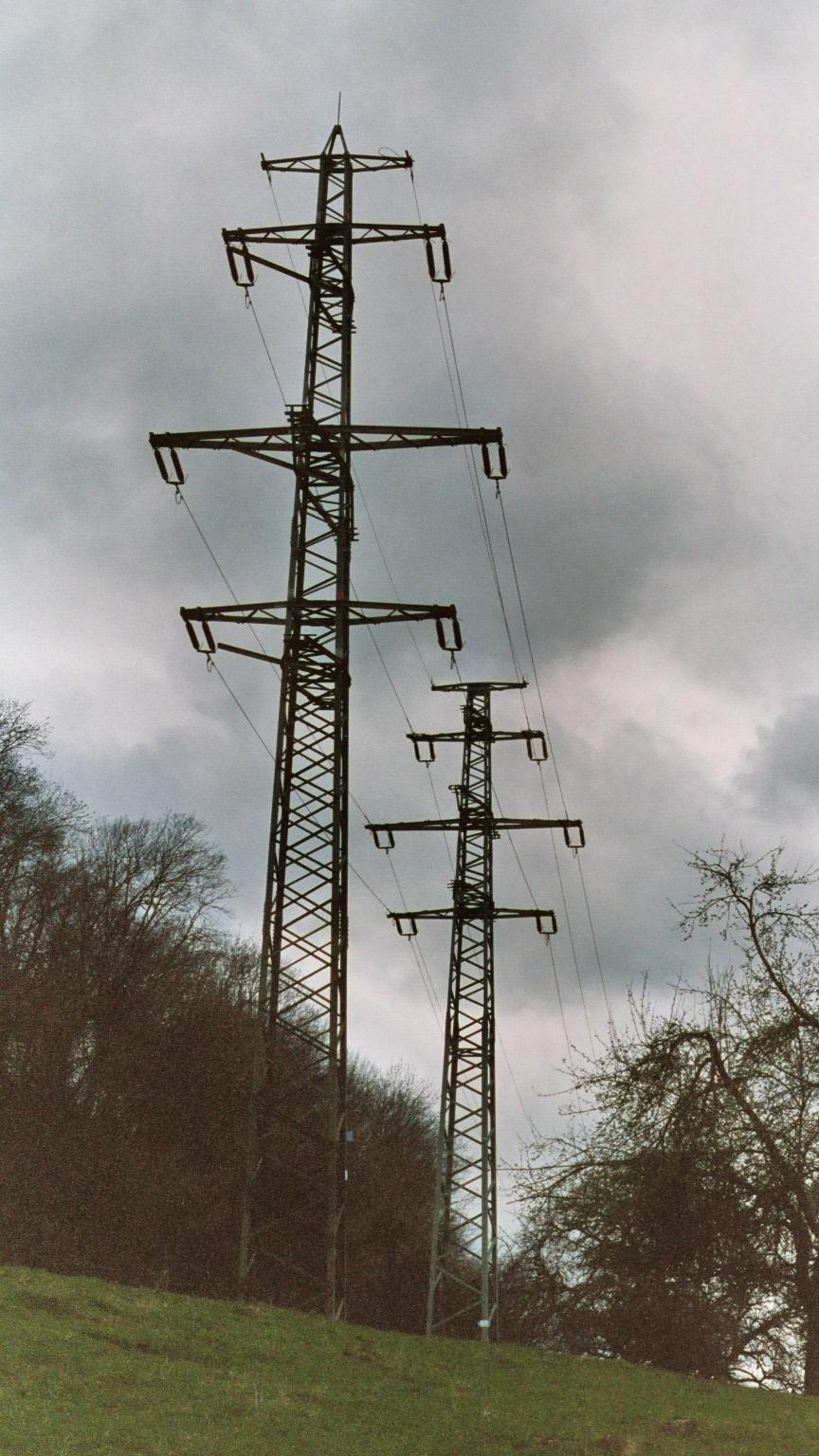
Masten der Originalleitung bei Göppingen, 2004

Die 110-kV-Leitung Obertürkheim–Niederstotzingen war eine zweikreisige Drehstrom-Hochspannungs-Freileitung, die von Stuttgart-Obertürkheim über die Umspannwerke Göppingen, Geislingen und Heuchlingen nach Niederstotzingen führte. Sie wurde von 1919 bis 1921 durch die Württembergische Landeselektrizitäts-Gesellschaft als erste Hochspannungsleitung in Württemberg errichtet, um das Pumpwerk Niederstotzingen der damals im Aufbau befindlichen Landeswasserversorgung mit elektrischem Strom aus Stuttgarter Kraftwerken zu versorgen. Über eine Reihe weiterer Umspannwerke entlang der Leitungstrasse konnte der in Stuttgart erzeugte Strom an Elektrizitätswerke im Filstal und auf der Schwäbischen Alb abgegeben werden.
Daneben erfüllte die Leitung später auch eine Vorreiterrolle im Zusammenschluss der von starker Zersplitterung gekennzeichneten Elektrizitätswirtschaft Württembergs zu einem Verbundbetrieb. Mit dem Anschluss Niederstotzingens ans Bayernwerk und der Anbindung des württembergischen Hochspannungsnetzes ans Badenwerk 1928 bildete die Leitung Obertürkheim–Niederstotzingen fortan das Kernstück einer süddeutschen Ost-West-Verbundleitung.
Schon in den 1970er Jahren wurden die ersten Teilstücke der historischen Leitung abgebaut oder durch modernere Freileitungen ersetzt. Die letzten Originalmasten bei Obertürkheim und Göppingen wurden in den 2000er Jahren entfernt.

## Vorgeschichte

### Elektrifizierung Württembergs
Wie in den meisten deutschen Staaten begann auch im Königreich Württemberg die Elektrifizierung um die Jahrhundertwende mit der Errichtung erster Elektrizitätswerke von wenigen Megawatt Leistung. Der dort erzeugte Gleichstrom konnte aufgrund seiner hohen Übertragungsverluste nur beschränkt auf das unmittelbar benachbarte Gebiet abgesetzt werden. Experimente mit Dreiphasenwechselstrom (Drehstrom) zeigten die Vorteile dieser Art der Kraftübertragung: die technisch vereinfachte Transformation auf höhere bzw. niedrigere Spannungsebenen und der hohe Wirkungsgrad sorgten dafür, dass sich Drehstromnetze ab etwa 1910 schrittweise durchsetzte. Auf der Schwäbischen Alb begann im damaligen Oberamt Heidenheim die Elektrifizierung ab 1900, als zuerst in Giengen und später in Heidenheim Elektrizitätswerke entstanden. Es handelte sich meist um Vorhaben privater Investoren, da der teuer zu erzeugende Strom nur wenige Abnehmer fand. In Heuchlingen und Geislingen an der Steige (Alb-Elektrizitätswerk) wurden zur Stromerzeugung Genossenschaften gegründet.
In Stuttgart, wo 1895 das erste Gleichstrom erzeugende Elektrizitätswerk in Betrieb ging, begann 1908 das Kraftwerk Münster damit, die Stadt mit Drehstrom zu versorgen. Nachdem bereits ein neues Wasserkraftwerk am Neckar nicht mehr ausreichte, den steigenden Strombedarf der Stadt und ihrer Großunternehmen (etwa Daimler mit dem expandierenden Werk in Untertürkheim) zu decken, errichtete man ein Dampfkraftwerk. Bis 1914 wurde der Standort um mehrere Maschinen erweitert, sodass letztlich eine elektrische Leistung von 20 MW bereitgestellt werden konnte.

### Das Pumpwerk Niederstotzingen
Um den relativ wasserarmen mittleren Neckarraum mit Trinkwasser aus der Donauniederung bei Ulm zu versorgen, wurde am 8. Juli 1912 die Landeswasserversorgung gegründet. Das Unternehmen mit Sitz in Stuttgart plante hierfür den Bau einer Hauptwasserleitung von Niederstotzingen über Heidenheim, Aalen und Schwäbisch Gmünd durch das Remstal bis nach Stuttgart. Um den Höhenunterschied von rund 90 m beim Aufstieg auf die Schwäbische Alb zu bewerkstelligen, sollte in Niederstotzingen eine Pumpenstation errichtet werden. Die elektrische Energie für die Wasserpumpen sollte durch den Bezirksverband Oberschwäbische Elektrizitätswerke (OEW) erfolgen, der die Elektrifizierung Oberschwabens und des Ulmer Raums zu dieser Zeit vorantrieb. Als Hauptabnehmer des Trinkwassers wollte die Stadt Stuttgart jedoch die Stromversorgung des Pumpwerks selbst in die Hand nehmen und bot daher an, die nötige Infrastruktur auf eigene Kosten zu bauen.

### Expansionspläne des Stuttgarter Elektrizitätswerks
Im Bau einer Fernleitung sah man in Stuttgart auch die Möglichkeit, Einfluss in der württembergischen Elektrizitätswirtschaft zu erlangen, schließlich bot das Stuttgarter Stadtgebiet nur begrenzt Flächen für weitere Kraftwerke. Das unmittelbare Stuttgarter Umland wurde bereits von anderen Energieversorgungsunternehmen, hauptsächlich den Neckarwerken, beliefert. Aufgrund eines Erlasses vom 26. Dezember 1911, der Durchleitungsverbote für nichtig erklärte, sah man die Möglichkeit zur Expansion in Gebiete weit jenseits der Stuttgarter Stadtgrenzen. Schlussendlich war eine Lieferung der durchquerten Gebiete mit Stuttgarter Strom das angestrebte Ziel. In einem Vertrag mit der Stadt Heidenheim wurde der Bau einer „Warmkraftanlage“ im Gebiet der Stadt auf der Ostalb vereinbart. 1913 wurde schließlich ein Wirtschaftsgutachten für die geplante Hochspannungs-Fernleitung erstellt. Als Ergebnis wird der Bau einer 100-kV-Leitung und eine Trasse durchs Remstal bis Schwäbisch Gmünd, von dort über die Schwäbische Alb nach Niederstotzingen als günstigste Lösung entworfen.
Als die Neckarwerke eine 30-kV-Leitung zwischen der Kraftcentrale in Altbach und Göppingen plante, schlugen diese eine Bündelung mit der 100-kV-Leitung vor. Später wurden die Pläne erneut geändert, so plante man im am 27. März 1914 bei der Stadt Stuttgart eingereichten Gesuch stattdessen eine 60-kV-Leitung:

„Stromerzeugung mittels Dampfturbinen. Auf 4 Generatoren wird Drehstrom erzeugt, zusammen 21 300 V. Die Leitung verläuft direkt mit zwischengeschalteten Transformatoren. Die Spannung beträgt 60 000 V. Die Leitung verläuft oberirdisch. Die Masten bestehen aus Eisen von einem mittleren Abstand von 140 m. Der Draht ist ein Hartkupferseil, auf Porzellan-Deltaglocken gelagert.“

Die Genehmigung für diese Leitung wurde am 24. September 1914 gemäß Verordnung des königlichen Ministeriums des Innern erteilt. Allerdings kam es aufgrund des Ersten Weltkriegs zur Zurückstellung der Pläne, sodass mit dem Leitungsbau vorerst nicht mehr begonnen wurde. Vermutlich spielte auch der allgemeine Rückgang im Elektrizitätsverbrauch eine Rolle.

### Die Württembergische Landeselektrizitäts-Gesellschaft
Erst 1917 kam es zu erneuten Verhandlungen über den Bau der Leitung zum Pumpwerk Niederstotzingen, da die Inbetriebnahme der Anlagen der Landeswasserversorgung anstand. Am 9. Juli trafen sich im Ulm daher Vertreter der Städte Stuttgart und Ulm, der Neckarwerke, des Alb-Elektrizitätswerks und der OEW. Gemeinsam sollte ein neues Energieversorgungsunternehmen in Form einer GmbH gegründet werden, das neben der Hochspannungsleitung später einmal eigene Kraftwerke, ein größeres Leitungsnetz und die Einrichtung von Fremdbezug aus benachbarten Versorgungsgebieten umfassen sollte. Noch bevor im Dezember 1917 die Eingabe an das Kriegsministerium in Stuttgart eingereicht wurde, zogen sich die Stadt Ulm und die OEW aus der Unternehmung zurück. Grund war, dass ein in Ulm geplantes Kraftwerk nicht mehr rechtzeitig fertiggestellt werden konnte. Somit verblieben nur noch die Stadt Stuttgart, die Neckarwerke, das Alb-Elektrizitätswerk und der Verband württembergischer Industrieller als Gründungsgesellschaften übrig. Am 12. Oktober 1918 wurde durch die genannten Gesellschaften schließlich die „Württembergische Elektrizitäts-Gesellschaft mbH“ (WEG) gegründet, die im Januar 1919 aufgrund von Verwechslungsgefahr mit einer fast gleichnamigen, kurzlebigen Firma in „Württembergische Landeselektrizitäts-Gesellschaft mbH“ (WLG) umbenannt wurde.
Der Gesellschaftsvertrag vom 12. Oktober 1918 formulierte die Zielsetzung des Unternehmens wie folgt:

„§ 2: Gegenstand des Unternehmens ist der Bau und Betrieb einer Elektrizitätsleitung von Münster bei Stuttgart über Altbach nach Heuchlingen oder von Teilstrecken dieser Verbindung sowie der Betrieb von sonstigen der Erzeugung, Vermittlung oder Verwertung von Elektrizität in Württemberg dienenden Geschäften.“

Am Stammkapital von 260.000 Mark beteiligten sich die Stadtgemeinde Stuttgart und die Neckarwerke AG zu je 34,62 %, der Verband württembergischer Industrieller zu 26,92 % und die Alb-Elektrizitätswerk Geislingen eGmbH zu 3,84 %. Die Gesellschaft hatte zwei Geschäftsführer: Karl Mattes, den Vorsitzenden des Aufsichtsrats der Neckarwerke AG, und Daniel Sigloch, Bürgermeister in Stuttgart. War anfangs auch der Ausbau von Wasserkraftanlagen im Fokus der Unternehmung, wurde dies nach kurzer Zeit wieder verworfen, wodurch sich die WLG nur noch auf den Leitungsbau konzentrierte. Statt eines Energieversorgungs- war sie jetzt ein reines Stromtransportunternehmen.

## Realisierung

### Einstieg des Deutschen Reiches
Da der württembergische Staat eine Beteiligung an der WLG ablehnte, wandte man sich nun ans Deutsche Reich. Die Verhandlungen in Berlin standen vorrangig noch unter dem Ziel, an Kupfer für die Leiterseile zu gelangen. Die zunächst noch als Einfachleitung geplante 110-kV-Leitung sollte im Abschnitt von Altbach nach Göppingen durch die Neckarwerke und im Abschnitt von Geislingen nach Heuchlingen durch die Stadt Stuttgart realisiert werden. Zwischen Heuchlingen und Niederstotzingen bestand bereits seit 1917 zur Versorgung des Pumpwerks eine durch die OEW gebaute 55-kV-Leitung, diese sollte ebenfalls durch die Stadt Stuttgart um ein zweites 110-kV-System ergänzt werden.
Nach Ende der Verhandlungen ging die WLG auf den Vorschlag ein, die zu realisierende Verbindung als Doppelleitung, also mit durchgehend zwei voneinander unabhängigen Stromkreisen, zu bauen. Hintergrund war der Gedanke, die Leitung als einen Baustein für ein späteres süddeutsches Ost-West-Verbundsystem unter Reichsaufsicht zu entwerfen. Dieses wurde auch als Reichselektrizitätswirtschaft bezeichnet. Daher fiel die Wahl der Spannungsebene auch auf die genannten 110 kV – diese Spannung nutzten auch die Pfalzwerke und das Bayernwerk für ihre Fernleitungen. Demzufolge gewährte das Reich einen Zuschuss von 600.000 Mark für den Bau des zweiten Leitungssystems, sodass bei Vertragsabschluss am 19. April 1919 schon die Doppelmasten bestellt werden konnten. Der formale Beitritt des Deutschen Reichs mit Besitz 10,6 % der Anteile an der WLG folgte am 14. Juni 1919, ab Dezember 1919 besaß es dann sogar 95 %.

### Leitungsbau
Mit den Bauarbeiten wurde am 21. Januar 1919 begonnen. Der Bau machte gute Fortschritte, sodass im Spätsommer 1920 eine Gesellschafterversammlung die Leitungsstrecke bereits besichtigen konnte. Da die Materialkosten stiegen, erhoffte man sich, beim Reich zusätzliches Kapital zu beschaffen. Jedoch zeigte dieses sich mittlerweile weniger interessiert an dem Projekt: Man plante nach wie vor, die WLG als Zusammenschluss der württembergischen Elektrizitätswirtschaft auszubauen, um in der späteren Reichselektrizitätswirtschaft mit dem Industrie- und damit Abnehmerland Württemberg eine herausragende Stellung zu erlangen. Beim Aufbau dieser Gesellschaft erklärte sich das Reich nun bereit, seine Anteile zugunsten des Landes Württemberg auf 30 % zu reduzieren.
Das erste Leitungsstück und die Umspannwerke Obertürkheim und Heuchlingen gingen am 17. August 1921 in Betrieb, das Umspannwerk Süßen folgte am 25. September desselben Jahres. Weitere Umspannwerke befanden sich in Göppingen und Geislingen an der Steige. Zusammen mit der bereits seit 1917 bestehenden 55-kV-Leitung Heuchlingen–Niederstotzingen war nun eine Versorgung des Pumpwerks Niederstotzingen mit Strom aus Stuttgarter Kraftwerken möglich. Die Abgabe des Stroms an die Neckarwerke, das Alb-Elektrizitätswerk und die OEW über die entlang der Strecke befindlichen Umspannwerke machte eine Steigerung der Produktion im Elektrizitätswerk Stuttgart nötig.

## Aufbau eines Verbundnetzes
Die Bestrebungen der WLG, eine wichtige Stellung im zukünftigen Verbundnetz des Deutschen Reiches zu besitzen, nahmen auch nach Inbetriebnahme ihrer Hochspannungsleitung von Obertürkheim nach Niederstotzingen weitere Formen an. Anfang 1922 stieß die Stadt Schwenningen hinzu, das Deutsche Reich setzte seine Ankündigung in die Tat um, seine Anteile um ein Drittel zu reduzieren. Diese erhielt jedoch nicht der Staat Württemberg, der sich an der Gesellschaft nicht beteiligte, sondern die Neckarwerke und die Stadt Stuttgart. Im September 1922 fiel der Beschluss, die WLG in eine Aktiengesellschaft umzuwandeln, was am 3. Februar 1923 schließlich geschah. Zwischendurch hieß das Unternehmen wegen der Löschung des ursprünglichen Namens „Württembergische Hochspannungsleitung GmbH“, schließlich Württembergische Landeselektrizitäts-Aktiengesellschaft, kurz WLAG. Die Anteile des Deutschen Reiches gingen auf die am 7. März 1923 gegründete VIAG über, dabei handelte es sich um ein Unternehmen, in dem die Beteiligungen des Reiches an Industrie- und Energieanlagen gebündelt wurden. Eine weitere reichseigene Gesellschaft, die der WLAG beitrat, war die Neckar AG, die den Neckar zwischen Plochingen und Mannheim durch den Bau mehrerer Staustufen in eine Großschifffahrtsstraße ausbaute.

### Konkurrenz durch die WÜSAG
Im selben Jahr, in dem die WLG in eine Aktiengesellschaft umgewandelt wurde, gründete sich in Württemberg ein zweites Leitungsunternehmen, diesmal unter Federführung des Volksstaats Württemberg, der mit 26 % Hauptanteilseigner war. Zusammen mit den beiden RWE-Tochterunternehmen Großkraftwerk Württemberg AG (GROWAG) und Kraftwerk Altwürttemberg AG (KAWAG), der OEW, dem Stromverband Überlandwerk Jagstkreis, dem Bezirksverband Heimbachkraftwerk Freudenstadt und den Gemeindeverbänden Enzberg, Hohenlohe-Öhringen, Teinach, Tuttlingen und Aistaig gründete er am 27. Juli 1923 die Württembergische Sammelschienen AG, kurz WÜSAG. Explizit verstand sie sich nicht nur als reines Leitungsunternehmen, sondern wollte auch mit eigenen Kraftwerken Energie erzeugen. Darüber hinaus wurde ihre Gründung als Konkurrenz zur WLAG angesehen, um einen Einstieg Württembergs ohne Reichsbeteiligung, aber mit dem RWE, zu ermöglichen.
Schnell kam es zum Zerwürfnis zwischen WLAG und dem württembergischen Staat bzw. der WÜSAG: Noch vor Gründung letzterer plante die WLAG eine Fortführung der 110-kV-Leitung von Obertürkheim nach Westen, um einen Verbundbetrieb mit dem Badenwerk herzustellen, das damals ebenso ein 110-kV-Leitungsnetz plante. Die Leitungsführung von Obertürkheim aus sollte in ein Umspannwerk bei Schopfloch führen, von dort sollten zwei gemeinschaftlich betriebene Leitungen in Richtung Villingen bzw. zum Murgwerk bei Forbach führen. Lange Zeit verweigerte Württemberg die Genehmigung zum Bau der Leitungen und wies die an der Trasse liegenden Gemeinden sogar an, der WLAG Durchleitungsrechte zu verweigern. Das RWE verpflichtete sich ab 1927, Württemberg über die 220-kV-Fernleitung zwischen dem Rheinland und Vorarlberg ausschließlich über die WÜSAG zu beliefern.
Andererseits zeichnete sich ab Herbst 1923 eine langsame Zusammenarbeit beider Unternehmen ab, zumal die WÜSAG wenig Gewinn machte. Auch war das konkurrierende Nebeneinander zweier Leitungsgesellschaften im selben Gebiet in der Öffentlichkeit auf Unverständnis gestoßen. Das elektrizitätswirtschaftlich stark zersplitterte und umstrittene Gebiet wurde in Fachkreisen mitunter als „Elektrizitätsbalkan“ bezeichnet. Die OEW veranlasste schon im April 1923 die Lieferung von elektrischen Strom aus den Illerkraftwerken an die WLAG über Niederstotzingen nach Stuttgart. Außerdem wurde der WLAG am 18. September 1925 schließlich doch die Genehmigung erteilt, die Gemeinschaftsleitung mit dem Badenwerk zu bauen – jedoch baute letzteres seine „Badische Landessammelschiene“ von Karlsruhe nach Laufenburg ausschließlich über badisches Gebiet und zeigte am Projekt kein Interesse mehr.
Etwa um 1923 plante die WLAG eine Leitung von Niederstotzingen über Bolheim und Aalen nach Ellwangen. Diese war an das 55-kV-Netz der OEW angebunden, die wiederum an der WÜAG beteiligt war. Von 1924 bis 1926 baute die WÜSAG schließlich ergänzend zu den Leitungen der OEW ein 55-kV-Ringsystem, indem Leitungen von Bieringen über Teinach, Enzberg, Heilbronn und Öhringen nach Ellwangen gebaut wurden. Die WLAG errichtete schließlich nach Vereinbarung mit dem Überlandwerk Jagstkreis das noch fehlende Stück zwischen Ellwangen, Herbrechtingen und Niederstotzingen. Die erste 110-kV-Leitung der WÜSAG entstand erst Ende der 1920er Jahre zwischen Hoheneck, Ellwangen und Harburg.

### Verbund mit dem Bayernwerk
Unter der Leitung Oskar von Millers errichtete das Bayernwerk ein bayernweites 110-kV-Fernleitungsnetz, das hauptsächlich aus dem Walchenseekraftwerk und den Kraftwerken der Mittlere Isar AG gespeist wurde. Das ambitionierte Projekt diente bei Gründung der WLG/WLAG und dem Bau ihrer Leitung als Vorbild, so wurde etwa die Spannungsebene von 110 kV übernommen. Ein Anschluss an das seit 1919 entstehende Ringleitungssystem des Bayernwerks war seitens der WLAG vorgesehen, um den süddeutschen Ost-West-Verbundbetrieb einzurichten.
Ein Stromlieferungsvertrag zwischen WLAG und Bayernwerk wurde am 24. Oktober 1923 geschlossen. Das Bayernwerk verpflichtete sich, 7500 kW an elektrischer Leistung an die WLAG zu liefern. In der finalen Fassung vom 17. November 1923 war festgelegt, dass diese Mengen aus überschüssig erzeugter elektrischer Energie der Wasserkraftwerke stammen soll. Da die Anlagen des Bayernwerks von Beginn an sehr groß dimensioniert waren, stellte dies in der Anfangszeit kein größeres Problem dar. Ein weiterer „Freundschaftsvertrag“ zwischen Badenwerk, Bayernwerk und WLAG besiegelte das gemeinsame Vorgehen der drei Energieversorgungs- bzw. Leitungsunternehmen in überregionalen Belangen.
Der Anschluss an das Netz des Bayernwerks machte eine Erweiterung der Umspannwerke an der Leitungstrasse nötig: In Niederstotzingen musste eine neue Anlage gebaut werden, da die OEW zusätzliche elektrische Energie an die WLAG liefern wollte. In Obertürkheim wurden zwei neue 15.000- bzw. 20.000-KVA-Transformatoren und in Süßen ein 10.000-KVA-Transformator aufgestellt. Die Strecke Heuchlingen–Niederstotzingen wurde mit Kupferseilen umbeseilt, um später eine Spannung von 100 kV aufnehmen zu können, zusätzlich entstand eine zweite, separate Leitung zwischen beiden Punkten, womit zwischen Obertürkheim und Niederstotzingen erstmals durchgehend zwei Stromkreise montiert waren. Die Übertragungsleistung der Leitung wurde 1924 mit 40.000 kW angegeben.
Der Zusammenschluss beider Netze wurde am 30. November 1924 erreicht, als das Bayernwerk seine Doppelleitung Meitingen–Niederstotzingen mit zunächst einem Stromkreis fertigstellte. Der Probebetrieb startete eine Woche später, ehe Anfang 1925 die Stromlieferungen regulär aufgenommen wurden. In einem erweiterten Vertrag wurde die Menge an zu liefernder elektrischer Energie aus bayerischer Wasserkraft auf 20.000 kW heraufgesetzt. Dafür musste das zweite System auf der Leitung Meitingen–Niederstotzingen installiert werden.

### Verbund mit dem Badenwerk

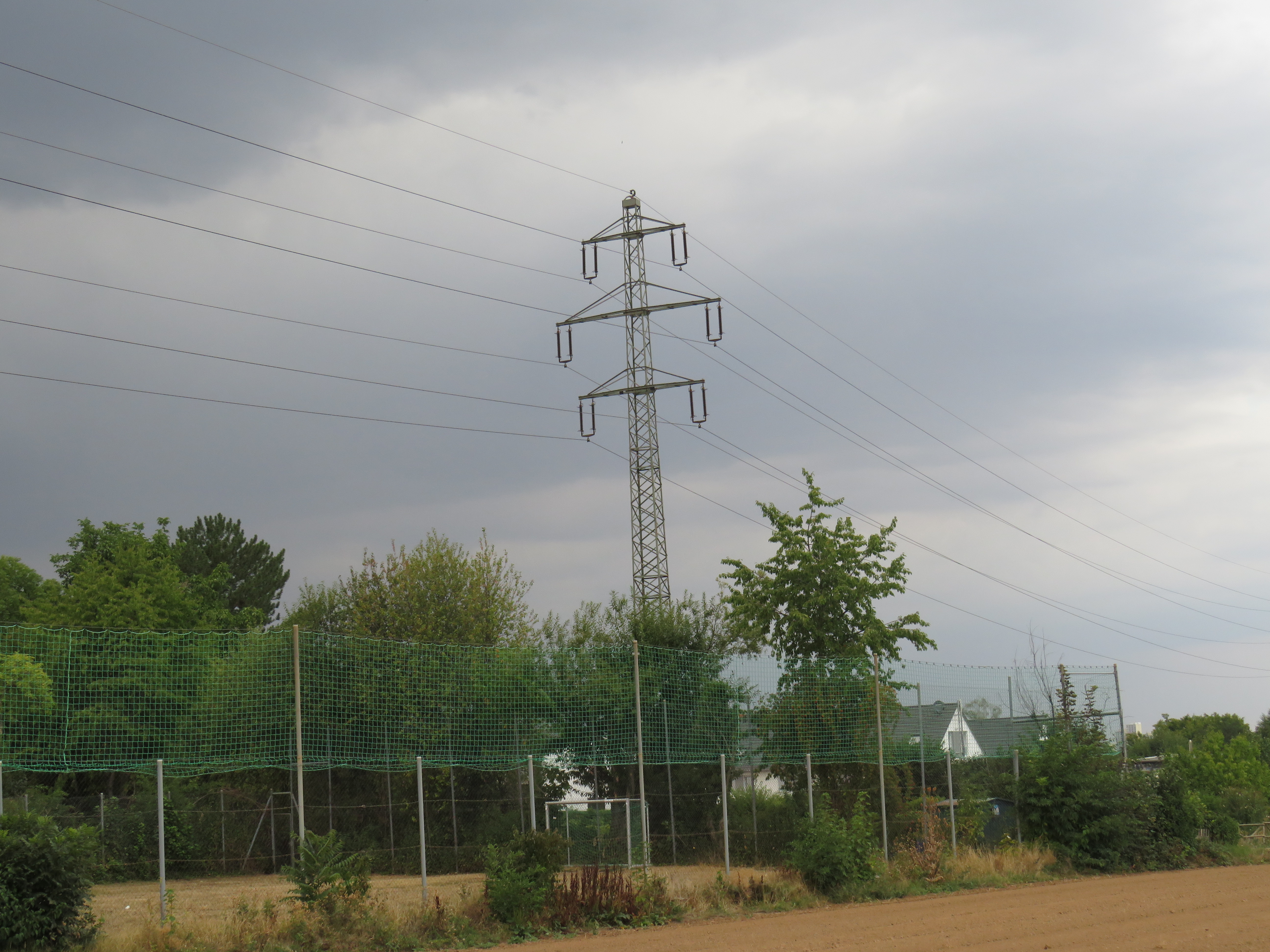
Letzter erhaltener originaler Mast der 1920er Jahre der Leitung von Obertürkheim nach Pforzheim

Ein Stromlieferungsvertrag zwischen Badenwerk und den Neckarwerken, zusammen mit der Stadt Stuttgart, wurde 1927 verabschiedet. Die schon Anfang der 1920er Jahre geplante Verbindung mit dem Badenwerk konnte nun in einer anderen Form als ursprünglich gedacht realisiert werden. Statt über Schwenningen in den Südschwarzwald – hierfür wurde das Elektrizitätswerk Schwenningen 1921 in die WLAG aufgenommen – sollte die Koppelleitung nun einen direkteren Verlauf nehmen. Die WLAG verpflichtete sich, diese Leitung auf ihrem Gebiet zwischen Obertürkheim und Pinache zu bauen, ab dort über badisches Gebiet war das Badenwerk zuständig. Westlicher Endpunkt der zweikreisigen Leitung war das Umspannwerk Pforzheim, von dort bestand bereits seit 1926 eine Verbindung zum Umspannwerk Scheibenhard bzw. der Badischen Landessammelschiene.
Der ca. 50 km lange, württembergische Abschnitt der Leitung wurde mit zunächst einem Stromkreis ausgeführt. Für die Zunahme der Energiemengen wurde im Umspannwerk Obertürkheim ein weiterer Transformator mit 30.000 kVA Leistung aufgestellt. Die Verbindung zum Badenwerk wurde am 1. August 1928 in Betrieb genommen. Der Geschäftsbericht der WLAG von 1928 hebt die Bedeutung ihrer Leitung Obertürkheim–Niederstotzingen für den Zusammenschluss dreier großer Leitungsnetze hervor:

„Die seit Jahren erstrebte Verbindung der 100-kV-Anlagen der Badenwerk AG, der WLAG und der Bayernwerk AG ist nunmehr hergestellt, und die damit geschaffene Möglichkeit des Strombezugs sowohl von Bayern als auch von Baden ist für die württembergische Elektrizitätswirtschaft in betrieblicher und wirtschaftlicher Hinsicht von größter Bedeutung.“

Am Umspannwerk Niederstotzingen ging eine Schaltwarte in Betrieb, mit der die Energieflüsse auf der Leitung zur Abgabe an benachbarte Werke gesteuert werden konnte. Während Kälteperioden in den Jahren 1927 und 1929 sowie niedrigen Wasserständen im Sommer 1928 konnte durch den Verbundbetrieb mit den beiden benachbarten Werken immer genug elektrische Energie bereitgestellt werden, als ihre Wasserkraftwerke nicht laufen konnten: Die württembergischen Dampfkraftwerke konnten Bayern und Baden dennoch ausreichend zusätzlich versorgen.

### Zusammenschluss der württembergischen Energieversorgung
Durch den Einbau einer Leistungsregelung im WLAG-Umspannwerk Obertürkheim konnte über die Leitung Obertürkheim–Niederstotzingen nun ein direkter Verbundbetrieb zwischen Bayernwerk und Badenwerk hergestellt werden. Gleichzeitig stieg die WÜSAG mit einigen ihrer Tochterunternehmen in den direkten Verbundbetrieb mit dem RWE ein. Trotzdem war ein Zusammenschluss der beiden württembergischen Elektrizitätsunternehmen noch nicht abzusehen, so brachten etwa die Anfang 1928 initiierten Gespräche zwischen WLAG, WÜSAG und der Stadt Stuttgart kein Ergebnis. Dabei war ein Zusammenschluss unter dem Dach einer „Schwabenwerk AG“ angestrebt, sodass die Unternehmen rechtlich selbstständig, aber gemeinsam unter einem Namen agierten. Auch die Machtergreifung der Nationalsozialisten am 30. Januar 1933 führte Anfangs, trotz massivem Druck auf die Führungsriege der WÜSAG, noch nicht zum Zusammenschluss.
Das Ziel eines an Bayernwerk bzw. Badenwerk angelehnten Schwabenwerks wurde dennoch nicht aus den Augen gelassen. Als Anfang 1934 erneut Verhandlungen angesetzt wurden, einigte man sich schließlich doch noch auf die Vereinigung der beiden Unternehmen, WLAG und WÜSAG: Zum 14. Dezember 1934 verschmolzen beide zur „Energieversorgung Württemberg AG“, kurz EVW. Der Zusammenschluss zwischen EVW und OEW machte aus dieser am 1. April 1939 schließlich die Energieversorgung Schwaben AG, kurz EVS. Dieses Unternehmen überdauerte den Zweiten Weltkrieg, die kurzlebige Neuaufteilung der Länder unter alliierter Besatzung sowie den Zusammenschluss des historischen Badens und Württembergs zum neuen „Südweststaat“. Erst 1997 verschmolzen EVS und Badenwerk zur EnBW Energie Baden-Württemberg.

### Einfluss
Das zur damaligen Zeit sehr fortschrittliche Projekt, riesige Pumpen zur Wasserversorgung und die erste württembergische Hochspannungsleitung im Gemeindegebiet zu betreiben, veranlasste die Stadt Niederstotzingen 1931, eine stilisierte Pumpenanlage und einen Freileitungsmasten ins erste stadteigene Wappen aufzunehmen. Seit 1955 hat die Stadt jedoch ein anderes Wappenmotiv.
Obwohl 1943 das Pumpwerk Niederstotzingen kriegsbedingt Schäden davontrug, war die Stromversorgung auch während des Zweiten Weltkrieges nicht unterbrochen. Mit Inbetriebnahme des benachbarten Wasserwerks Langenau wurde das Pumpwerk Niederstotzingen stillgelegt.

## Betrieb

### Streckenverlauf
Entlang der Leitungsstrecke zwischen Obertürkheim und Niederstotzingen lagen die 110-kV-Umspannwerke Göppingen, Süßen, Geislingen (Eybacher Tal) und Niederstotzingen sowie das von Niederstotzingen aus versorgte 60-kV-Umspannwerk Heuchlingen. Von Obertürkheim aus führte die Leitung zunächst entlang des Neckars, überquerte ihn und verlief auf der südlichen Flussseite oberhalb des Tals. Nach einer erneuten Neckarquerung folgte nun ein Verlauf entlang der Fils, hierbei auf der südlichen Talseite bis Göppingen. Das dortige Umspannwerk wurde von beiden Seiten her mit beiden Stromkreisen abgebunden; hierfür baute man eine doppelte Einschleifung mit zwei aufeinander folgenden Abzweigmasten. Weiter führte der Verlauf südlich dem Filstal entlang bis Süßen, wo sich auch ein Umspannwerk befand, auf die nördliche Flussseite und etwa der Bahnstrecke entlang bis Geislingen. Das Umspannwerk Geislingen befand sich am östlichen Ortsausgang im Seitental in Richtung Eybach und hieß daher auch „Eybacher Tal“.
Der technisch am schwierigsten zu bauende Leitungsabschnitt war der zwischen Geislingen und Niederstotzingen, da dieser quer über die Schwäbische Alb führte. In großen Teilen verliefen die beiden verlegten Stromkreise nicht auf einem Doppelgestänge, sondern auf zwei separaten Trassen. Hintergrund war das Auftreten extremerer Wetterlagen auf den Höhen der Alb und die Raureifbildung. Beim Versagen eines Leitungssystems konnte so ein zweites unabhängig davon weiter betrieben werden. Ein zweiter Abschnitt, der fast durchgehend auf zwei getrennten Trassen verlief, war der zwischen den Umspannwerken Heuchlingen und Niederstotzingen. Dies lag daran, dass zwischen den genannten Umspannwerken bereits seit 1917 eine einkreisige 55-kV-Leitung bestand.

### Umspannwerke
Die fünf neu gebauten 110-kV-Umspannwerke wurden, wie für die damalige Zeit üblich, als Innenraumanlagen in einem massiven Gebäude errichtet. Erst Mitte der 1920er Jahre begann der langsame Übergang zur heute typischen Freiluftanlage.
- Obertürkheim: Am Startpunkt der Leitung bestand ein Anschluss an das Elektrizitätswerk Stuttgart mit seinen Kraftwerken, wie dem Dampfkraftwerk Münster. Ab 1928 bestand über eine zweite von Obertürkheim ausgehende 110-kV-Doppelleitung ein Verbund mit dem Badenwerk.
- Göppingen: Das Umspannwerk bildete eine Verknüpfung mit den Neckarwerken. Neben dem unterlagerten Mittelspannungsnetz war auch das später errichtete 110-kV-Netz eingebunden.
- Süßen: Auch in diesem Umspannwerk bestand eine Verbindung zum Mittelspannungsnetz der Neckarwerke
- Geislingen: Hier war das Mittelspannungsnetz des Alb-Elektrizitätswerks angeschlossen
- Niederstotzingen: Ursprünglich zur Versorgung des Pumpwerks gebaut, entwickelte sich Niederstotzingen zu einem zentralen Verknüpfungspunkt mit mehreren benachbarten Energieversorgern: Das Bayernwerk war ab Ende 1924 mit der WLAG gekoppelt, weiterhin existierte eine weitere 110-kV-Leitung des Bayernwerks zum Illerkraftwerk in Illertissen-Au. Eine 110-kV-Leitung der WÜSAG führte nach Herbrechtingen, dort setzte sich eine 60-kV-Leitung nach Ellwangen fort; daneben bestanden noch 60-kV-Leitungen der OEW nach Ulm und Heuchlingen.
- Das ebenfalls an der Leitungstrasse liegende 60-kV-Umspannwerk Heuchlingen diente zur Einbindung der Überlandwerke Heuchlingen-Bachhagel und dem Städtischen Elektrizitätswerk Heidenheim per 15-kV-Leitung. Diese Mittelspannungsleitung führte nach Neu-Bolheim und stellte ein Bindeglied zur 60-kV-Anlage der WÜSAG dar.

### Masten
Die Masten der Leitung wurden als Tonnenmasten mit drei Traversen zur Aufnahme von zwei Stromkreisen als Einzelleiter ausgeführt. Über den Traversen für die Aufnahme der Leiterseile befand sich abschnittsweise eine kleine zusätzliche Traverse für zwei Erdseile. 
Auf dem einkreisigen Abschnitt zwischen Heuchlingen und Niederstotzingen kamen zunächst Masten mit drei halben Traversen in Zickzack-Anordnung zum Einsatz, diese Leitung wurde bereits 1917 vom OEW gebaut. Nach Inbetriebnahme der Leitung des Bayenwerks von Niederstotzingen nach Meitingen wurde eine zweite derartige Leitung für 100 kV Spannung parallel errichtet. 
Während Raureifperioden im Winter 1927 kam es zu Beschädigungen auf dem über die Schwäbische Alb führenden Abschnitt zwischen Weiler ob Helfenstein und Heuchlingen, weshalb die Leitung auf zwei verschiedene Trassen aufgeteilt und für die neue Trasse Masten in Einebenenanordnung errichtet wurden. 1933 wurde auch die ältere Trasse entsprechend umgebaut.

## Demontage und Überreste
Mit dem Aufbau des 220-kV-Netzes verlor das 110-kV-Netz langsam seine anfängliche Bedeutung als höchste Ebene in der elektrischen Energieübertragung. Spätestens nach dem Zweiten Weltkrieg entwickelte sich hieraus das regionale Versorgungsnetz. Mit dem Ausbau des Netzes der Neckarwerke auf 110 kV ging die Betriebsführung der Leitungsabschnitte zwischen Obertürkheim und Geislingen auf diese über.
Die alte Leitung Obertürkheim–Niederstotzingen wurde innerhalb des EVS ein Teil des Verteilnetzes. Mit dem Bau des Umspannwerks Wendlingen wurde die Leitung geteilt und jeweils von Obertürkheim bzw. Niederstotzingen aus mit beiden Stromkreisen in das Umspannwerk eingebunden. Im Bereich von Stuttgart-Obertürkheim wurde die Leitung abschnittsweise in den 1960er und 70er Jahren umverlegt, zum einen wegen des Ausbaus der Bahnstrecke und zum anderen wegen des Neubaus des Umspannwerks Obertürkheim. Bei den neu gebauten Masten wurde ebenfalls, wie bei den Originalmasten, eine schmale Erdseiltraverse montiert, sodass die Leitung hier zwei Erdseile hatte. Der in zwei getrennten Trassen über die Alb führende Abschnitt von Geislingen nach Niederstotzingen wurde Ende der 1970er Jahre gänzlich abgebaut und durch eine moderne Leitung mit Donaumasten ersetzt.
Bis Anfang der 1990er Jahre existierte zwischen Wernau und Göppingen noch ein längeres 110-kV-Teilstück auf Originalmasten. Nachdem im Jahr 1992 eine neue 110-kV-Leitung zwischen dem Umspannwerk Bünzwangen und dem erneuerten Umspannwerk Göppingen in Betrieb genommen worden war, wurde dieses Teilstück abgebaut, mit Ausnahme eines kurzen Abschnitts bei Göppingen. Über diesen wurde die 110-kV-Leitung in Richtung Kirchheim umverlegt, da die neu gebaute Leitung im Trassenraum dieser verläuft. Zur Unterquerung der neuen Leitung wurden teilweise provisorische Holzkonstruktionen errichtet, um die Stromkreise unterhalb der neuen Leitung umzuverlegen. Mit der Erneuerung der Bahnstromleitung Plochingen–Amstetten im Jahr 2005 wurde zwischen Hattenhofen und Eislingen auf denselben Masten eine einkreisige 110-kV-Leitung eingerichtet, wodurch die alte Leitung nach Göppingen entbehrlich und somit abgebaut wurde. Bis Anfang der 2000er Jahre existierte außerdem noch ein Teilstück der Leitung auf Originalmasten zwischen Süßen und Geislingen als Teil des 20-kV-Netzes.

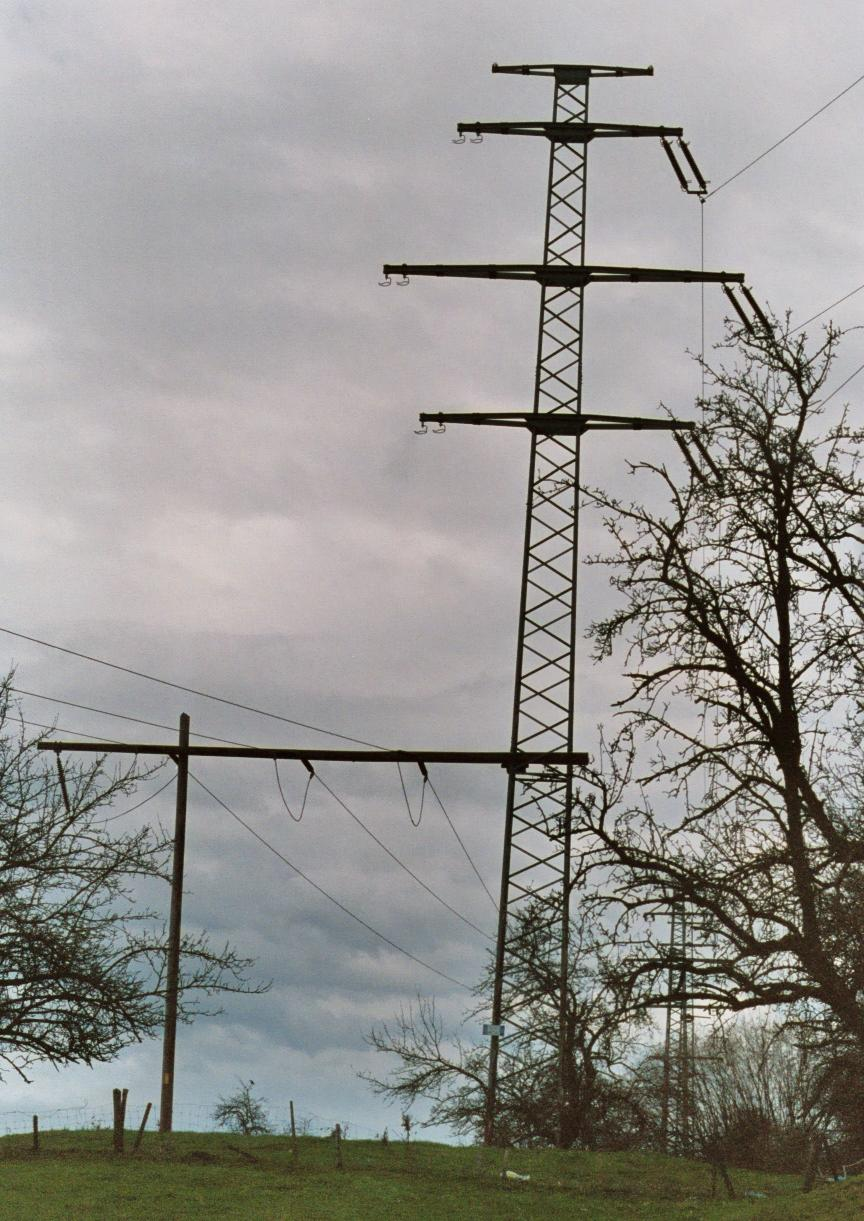
Eine ungewöhnliche Mastkonstruktion wurde zur Querung der neuen 110-kV-Leitung zum Umspannwerk Göppingen-Süd verwendet
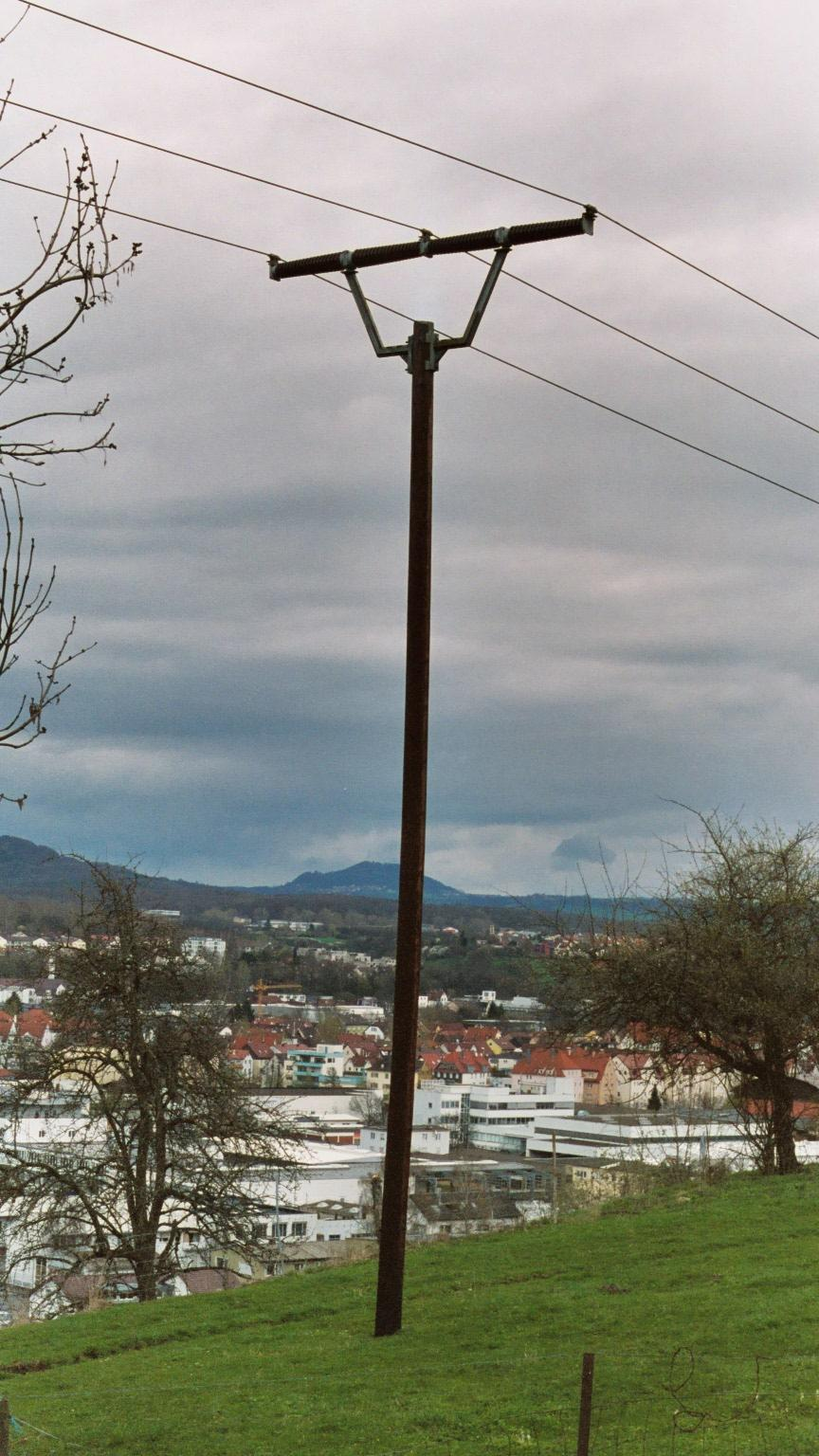
Auch provisorische Holzmasten wurden verwendet

Zwischen Obertürkheim und Altbach besteht die Leitung in der Trasse noch heute, allerdings wurden nahezu alle Masten als Tonnenmasten mit einfacher Erdseilspitze neu gebaut. Der letzte Originalmast der Leitung steht heute bei bei Berkheim, befindet sich allerdings nicht mehr im Urzustand, da die Traversen durch Träger verstärkt wurden und die Erdseiltraverse durch eine einzelne Erdseilspitze ersetzt wurde.

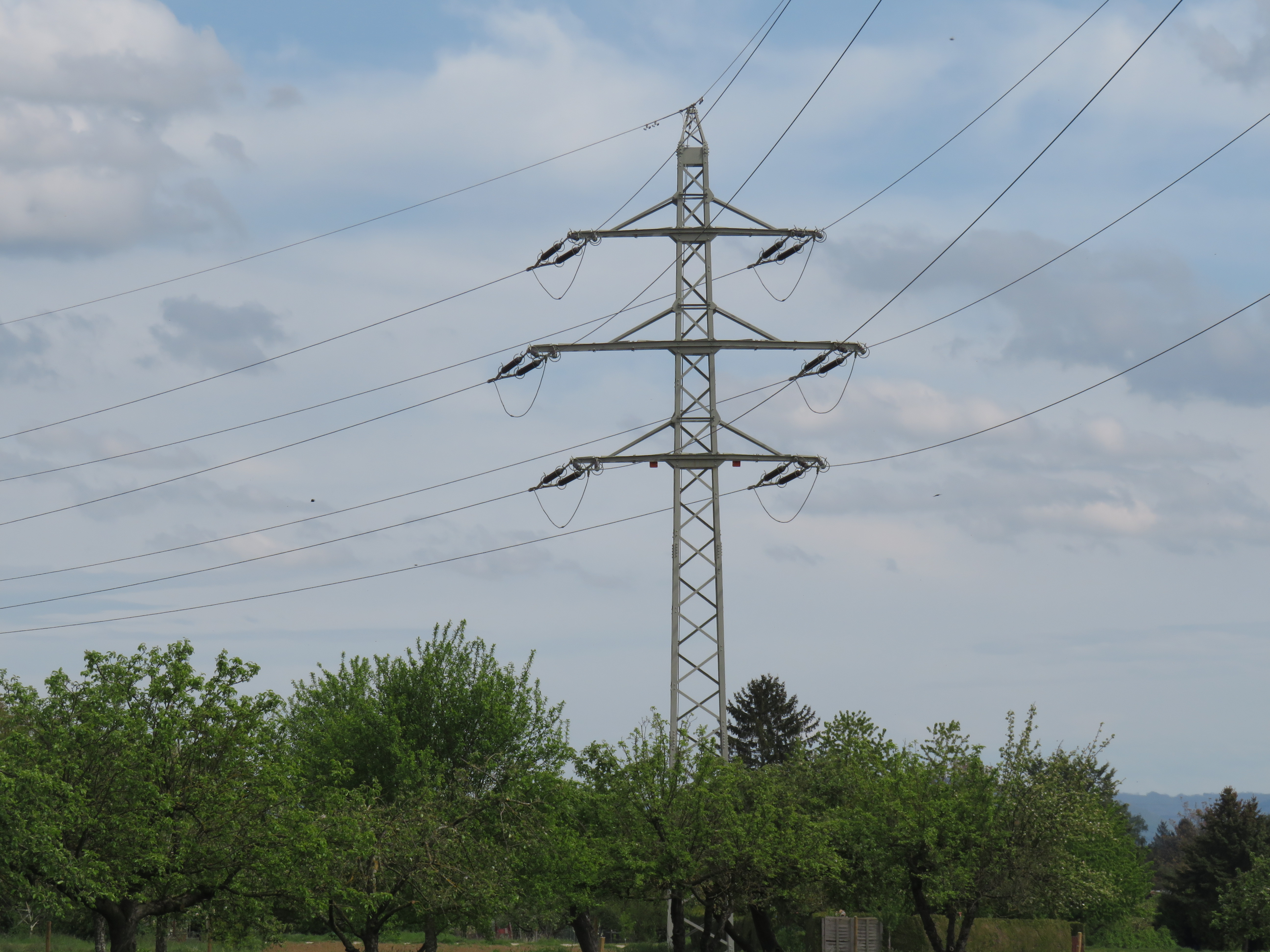
Letzter erhaltener Originalmast der Leitung bei Berkheim.
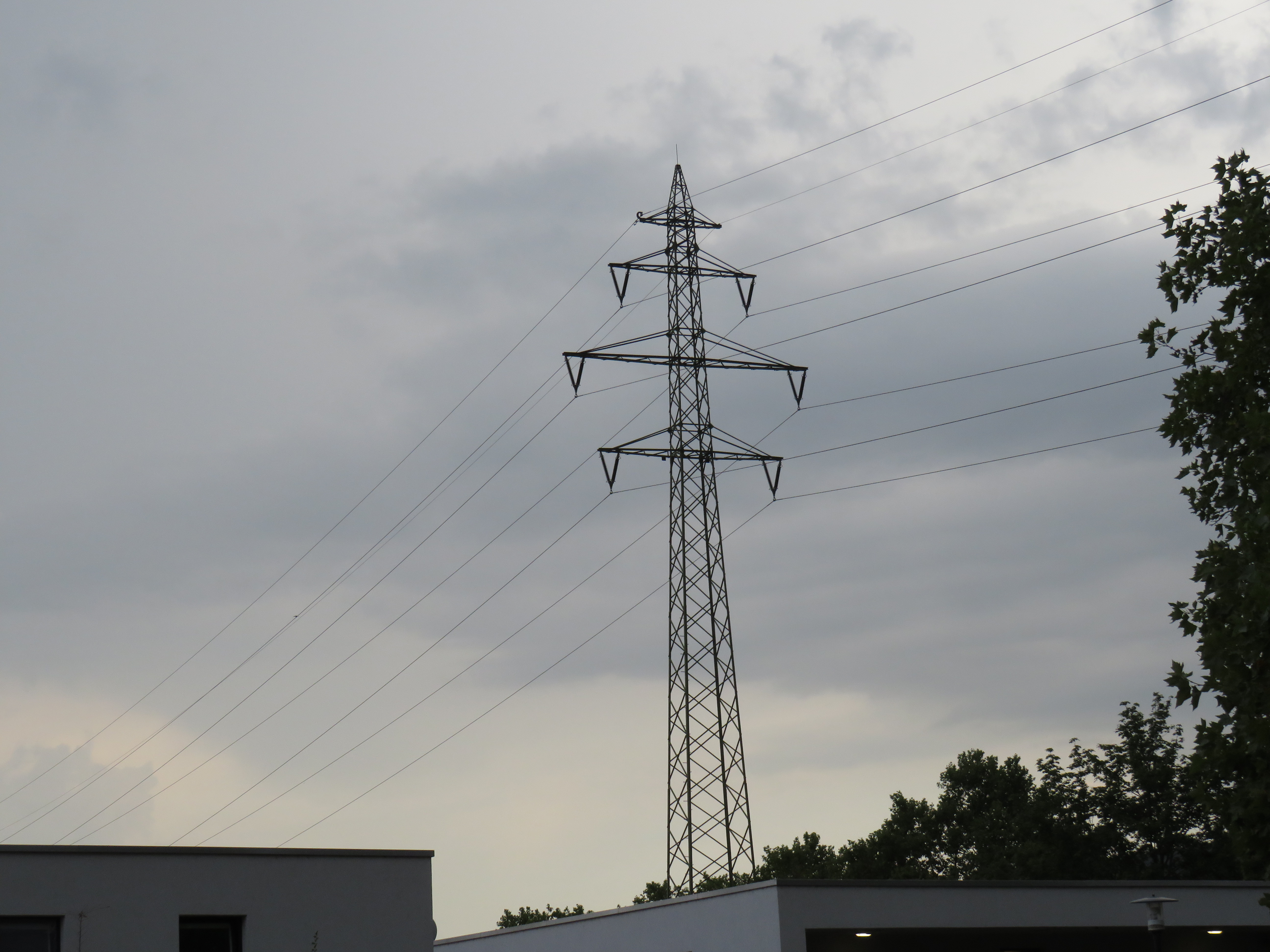
Neubaumast in Obertürkheim, der auch über eine kleine Erdseiltraverse verfügt
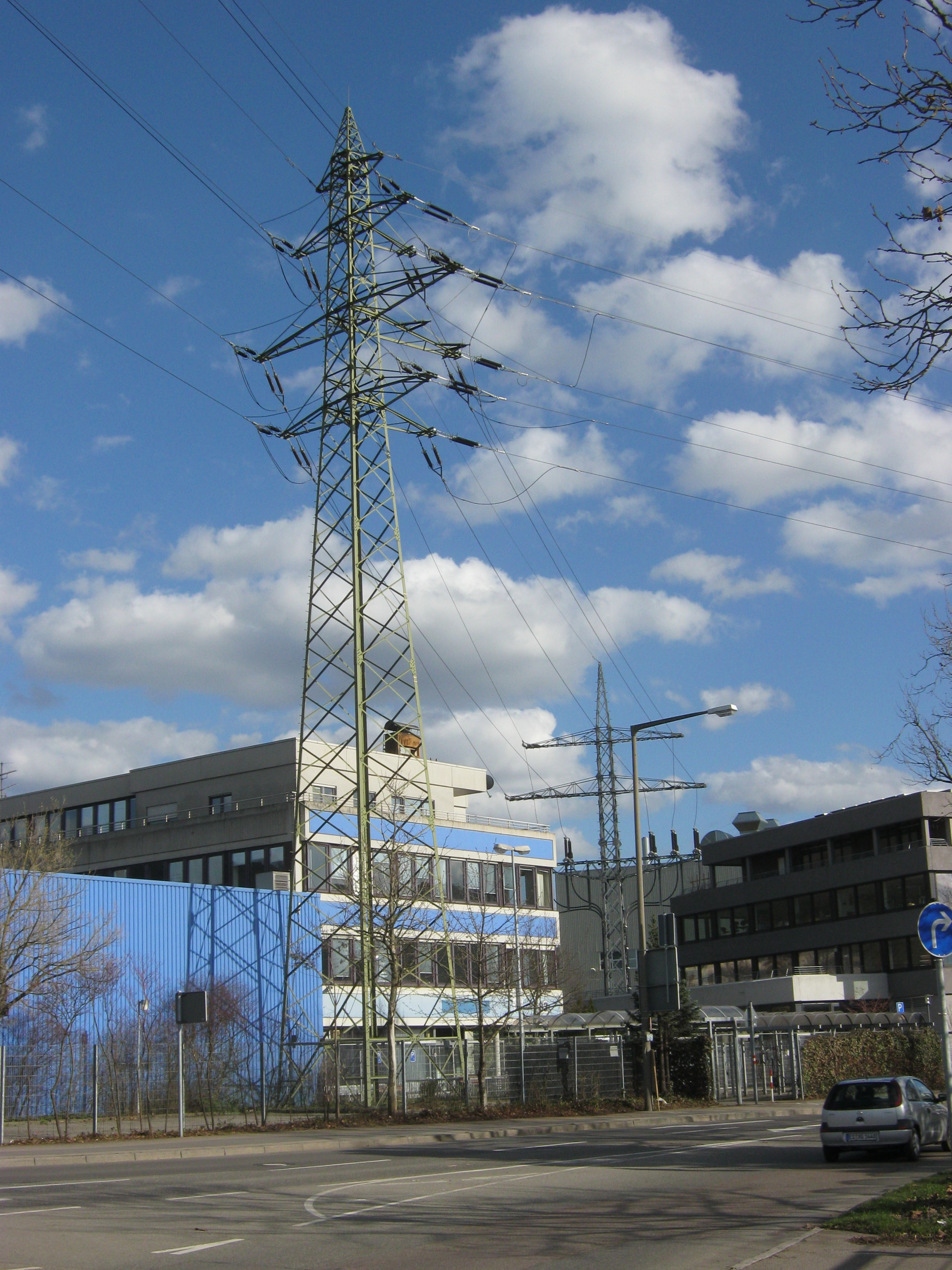
110-kV-Leitung am Umspannwerk Stuttgart-Obertürkheim – Die Originalmasten aus den 1920er Jahren sind hier längst ersetzt worden

Abschnitte der ehemals von Obertürkheim zum Badenwerk führenden Leitung wurden 2009 erneuert. Dabei wurden nahezu alle Originalmasten, mit Ausnahme eines Masten südlich der L 1193 (Stuttgarter Straße) in Fellbach, durch Neubauten ersetzt.